# Guntorp
Guntorp är en småort i Lyrestads socken i Mariestads kommun i Västra Götalands län. Den är belägen strax söder om Lyrestad. Orten har 63 invånare (2023).